# La Tronosa
La Tronosa è un comune (corregimiento) della Repubblica di Panama situato nel distretto di Tonosí, provincia di Los Santos. Si estende su una superficie di 86,4 km² e conta una popolazione di 637 abitanti (censimento 2010).